# Film Quarterly
Film Quarterly ist eine Fachzeitschrift für Filmwissenschaften im Verlag der University of California Press in Berkeley. Sie erschien zuerst 1945 unter dem Titel Hollywood Quarterly und wurde 1951 umbenannt in The Quarterly of Film Radio and Television. Den heutigen Titel trägt sie seit 1958. 
Film Quarterly veröffentlicht peer-reviewte wissenschaftliche Analysen internationaler Kinos, aktueller Blockbuster und Hollywood-Klassiker, Dokumentarfilme, Zeichentrickfilme sowie Independent-, Avantgarde- und experimenteller Filme und Videos. 